# الماس‌های خونین

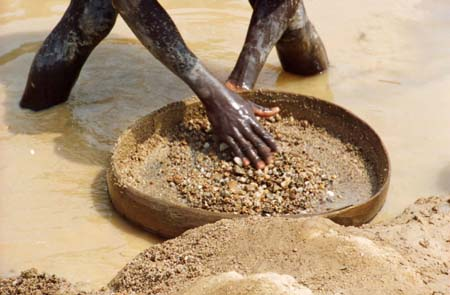
تجارت «الماس‌های خونین» در جنگ داخلی سیرالئون توسط گروه‌های شورشی برای خرید سلاح به منظور ادامه جنگ، به بهای جان صدها هزار نفر تمام شد.

«الماس‌های خونین» یا «سنگ‌های کثیف» اصطلاحی است در رابطه با تجارت الماس که به آن دسته از الماس‌هایی که در مناطق جنگی و در اردوگاه‌های کار اجباری استخراج و صیقل‌نخورده به فروش می‌رسند، گفته می‌شود. سود حاصل از فروش این الماس‌ها معمولاً توسط جنگ‌سالاران برای تأمین نیازهای مالی گروه‌های شورشی و به منظور خرید اسلحه و تأمین نیاز تسلیحاتی مورد استفاده قرار می‌گیرد.

## تحریم خرید الماس‌های خونین
بسیاری از شرکت‌های معتبر پخش‌کننده سنگ‌های قیمتی و هم‌چنین سازنده جواهرات، تأکید می‌کنند که الماس‌های ارائه‌شده توسط آن‌ها، شامل «الماس‌های خونین» نمی‌شود. برای نمونه شرکت دِ بیرز، به عنوان بزرگ‌ترین استخراج‌کننده و پخش‌کننده الماس در سراسر جهان هم‌واره مدعی‌ست که تمامی الماس‌های استخراج‌شده توسط آن شرکت کاملاً قانونی و با توجه به تمامی دستورالعمل‌ها و استانداردهای بین‌الملی به دست می‌آید. در سال ۱۹۹۸ میلادی، تصویب قطعنامه ۱۱۷۳ شورای امنیت سازمان ملل متحد، موضوع الماس‌های خونین و رابطهٔ آن با بودجه جنگ را تأیید نمود. گزارش فاولر در سال ۲۰۰۰ میلادی به‌طور مؤثر نشان داد که چگونه یونیتا، برای ادامهٔ فعالیت‌های جنگی خود به مقولهٔ استخراج الماس‌های خونین وابسته است که همین موضوع، ارتباط مستقیمی با تصویب قطعنامه ۱۲۹۵ شورای امنیت در ماه مه همان سال داشت. طبق این قطعنامه، کشورهای واقع در جنوب آفریقا طی نشست کیمبرلی واقع در آفریقای جنوبی به ارائه راهکاری برای متوقف نمودن تجارت الماس‌های خونین پرداختند. چنین راهکاری به مشتریان بازار الماس این اطمینان را می‌داد که الماس‌های ارائه‌شده توسط کشورهای موصوف، ارتباطی با الماس‌های خونین و خشونت ندارد.

## در فرهنگ عامه
موضوع الماس‌های خونین، دست‌مایه فیلم سینمایی آمریکایی به نام «الماس خونین»، محصول سال ۲۰۰۶ میلادی، به کارگردانی ادوارد زوئیک و با بازی لئوناردو دی‌کاپریو و جنیفر کانلی بود.